# Pavel Mihajlovič Bogatov
Pavel Mihajlovič Bogatov, (rusko Богатов Павел Михайлович) sovjetski (ruski) častnik, pravnik in heroj Sovjetske zveze, * 4. februar 1914, Volski, † 5. maj 1970.

## Življenjepis
Rodil se je 4. februarja 1914. Končal je osnovno šolo in tehniško govedorejsko šolo.
Leta 1936 je vstopil v Rdečo armado in sodeloval v zimski vojni. Po koncu vojne (1940) je izstopil, dokončal pedagoško 
šolo in delal kot učitelj fizike in matematike na srednji šoli.
Julija 1941 je bil vpoklican in sodeloval do konca vojne.
Po vojni je bil razporejen v rezervo, leta 1954 končal šolanje na Saratoškem pravnem inštitutu in delal v pisarni javnega tožilstva.

## Odlikovanja
- heroj Sovjetske zveze: 10. januar 1944[1]
- red Lenina: 10. januar 1944
- medalja »Za zavzetje Berlina«